# Anthidium rodecki
Anthidium rodecki là một loài Hymenoptera trong họ Megachilidae. Loài này được Schwarz mô tả khoa học năm 1934.